# Bou en conserva

El bou en conserva o en grans (en anglès corned beef) és una carn de bou o vedella que ha estat tractada primer amb salmorra i posteriorment bullida amb vinagre a foc lent. Els trossos de carn emprats solen pertànyer a talls de la falda de l'animal. L'origen del nom prové del procés de salmorra en el qual s'afegeixen grans de sal que en anglès es diuen corn. De vegades s'envasa en llaunes metàl·liques. Aquest aliment es menja a diversos llocs del món, entre els quals Canadà, els Estats Units (on els irlandesos estatunidencs en mengen en un dinar tradicional el Dia de Sant Patrici), el Regne Unit, Nova Zelanda, Austràlia i Alemanya (on es menja de manera similar al spam).

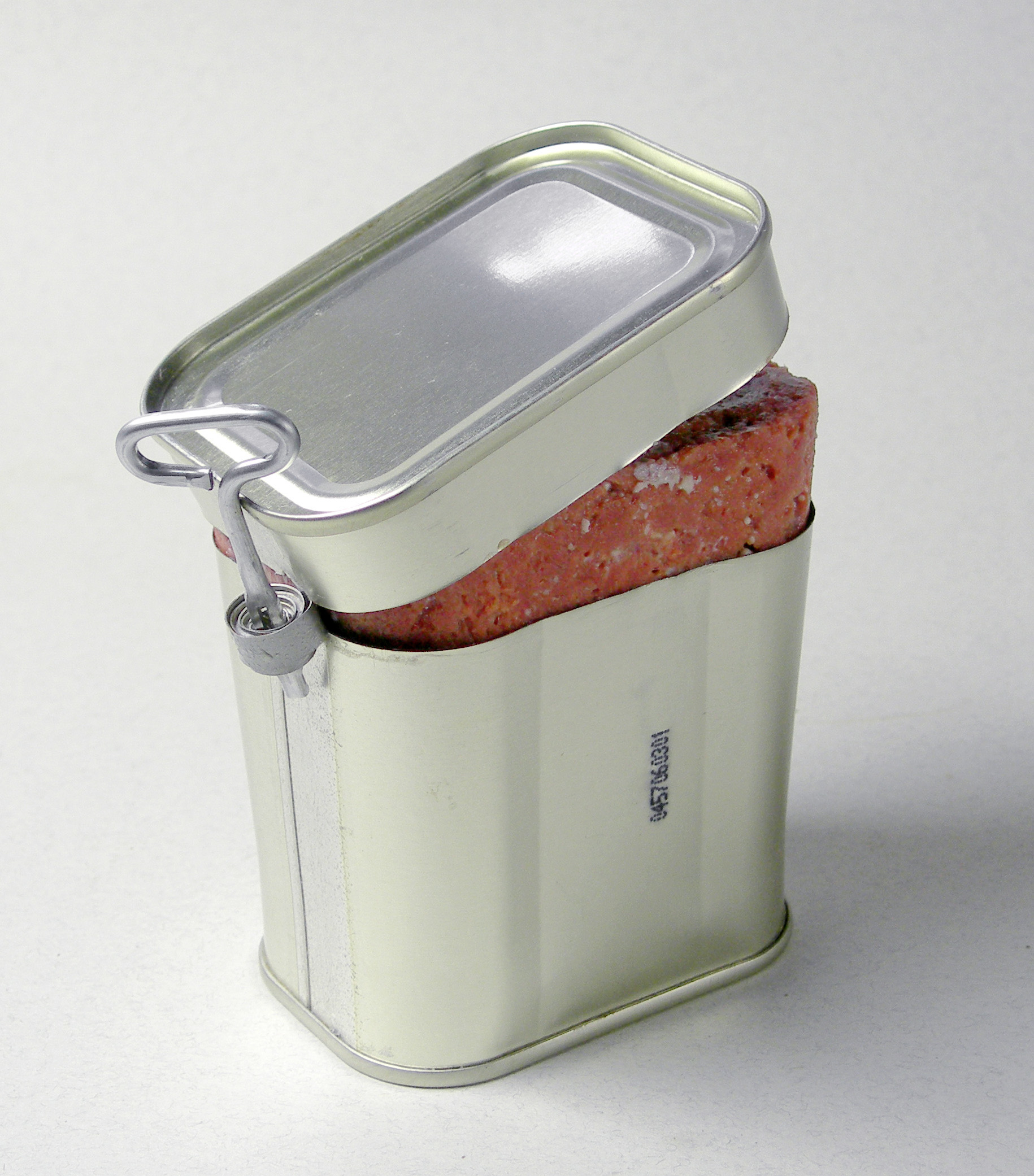
Llauna de corned beef.

El terme anglès corned beef es fa servir indistintament per referir-se a tres tipus diferents de carn curada. La curada i remullada, més tendra per la sal que generalment és un bistec; la curada seca, més salada i seca i de textura ferma que pot fer-se a partir de diferents talls de carn de vaca; i la carn picada, carn salada feta a partir de diferents parts de carn de vaca.